# Elezioni parlamentari in Islanda del 1999
Le elezioni parlamentari in Islanda del 1999 si tennero l'8 maggio per il rinnovo dell'Althing. In seguito all'esito elettorale, Davíð Oddsson, espressione del Partito dell'Indipendenza, fu confermato Primo ministro.

## Risultati
| Liste                      | Voti    | %     | Seggi |
| -------------------------- | ------- | ----- | ----- |
| Partito dell'Indipendenza  | 67 513  | 40,74 | 26    |
| Alleanza Socialdemocratica | 44 378  | 26,78 | 17    |
| Partito Progressista       | 30 415  | 18,35 | 12    |
| Sinistra - Movimento Verde | 15 115  | 9,12  | 6     |
| Partito Liberale           | 6 919   | 4,17  | 2     |
| Altri                      | 1 387   | 0,84  | –     |
| Totale                     | 165 727 | 100   | 63    |